# Weidbuche

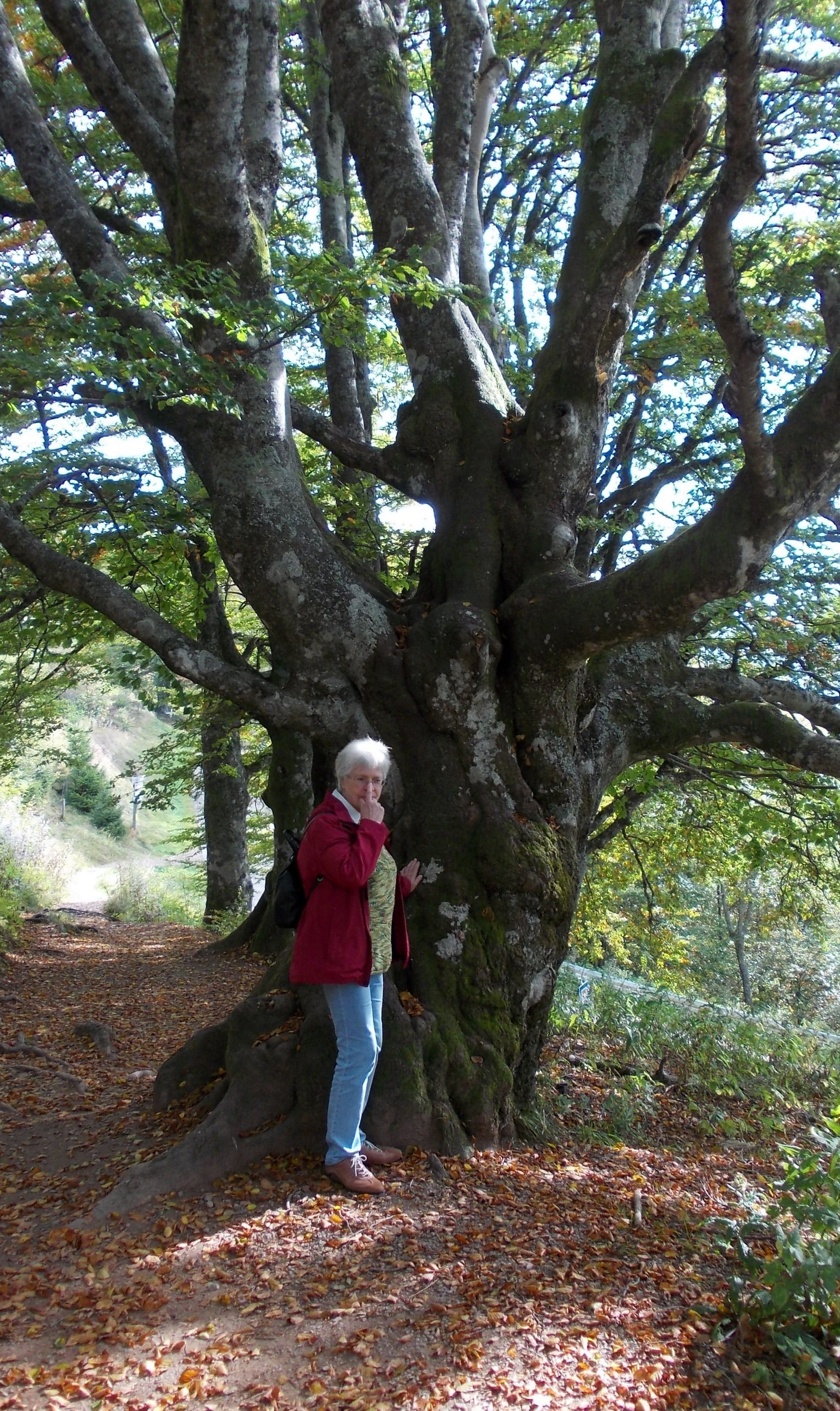
Weidbuche zwischen der Bergstation der Schauinslandbahn und dem Museumsbergwerk auf dem Schauinsland

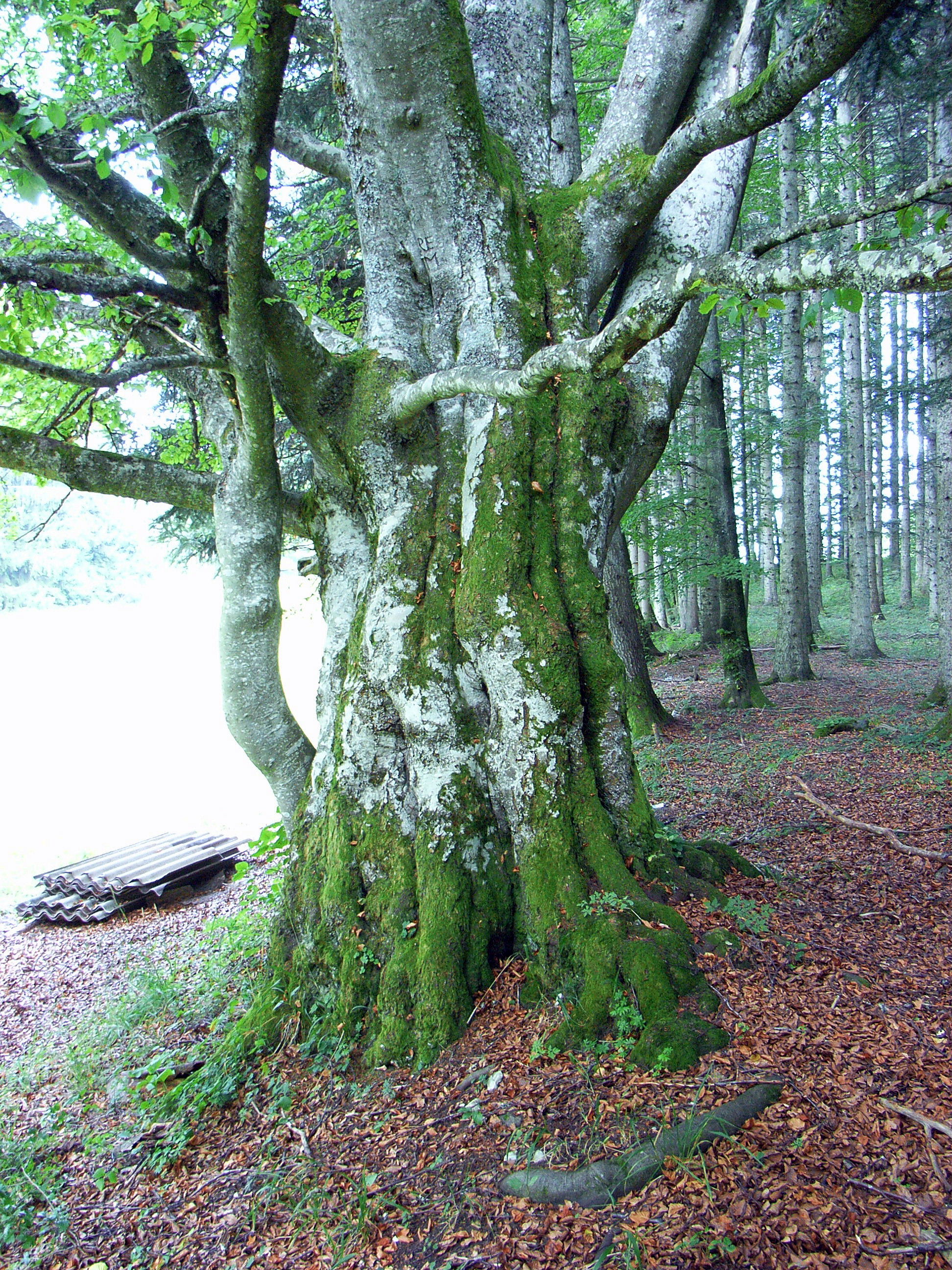
Weidbuche aus 13 Stämmen. Bei genauer Betrachtung erkennt man, dass die „Äste“ nicht durch Verzweigung entstanden sind, sondern eigenständige Stämme darstellen

Eine Weidbuche ist ein Hutebaum der Gattung Buche. Sie wuchsen früher auf einer Weide oder in einem Hutewald und besitzen deshalb die charakteristische Form eines Hutebaumes. Meistens handelt es sich bei Weidbuchen um Rotbuchen.

## Entstehung
„Die Lebensgeschichte einer Weidbuche besteht vor allem aus einem zähen Überlebenskampf. Neben Gras und Kräutern fressen Rinder auch Blätter und junge Triebe von Bäumen und Sträuchern.“

Die jungen Buchen werden immer wieder von Weidetieren angefressen, weshalb sie zunächst eher buschförmig wachsen. Erst später, wenn die Tiere ihre Mitte nicht mehr erreichen können, kann der Baum dort ungestört wachsen und die einzelnen Triebe verwachsen ab einem Alter von ungefähr 100 Jahren zu einem einzigen Stamm. Bei diesem Zusammenwuchs können Hohlräume entstehen, die oft von Höhlenbrütern genutzt werden. Daher sind die Weidbuchen im Alter von 200 bis 300 Jahren oft hohl.

## Erscheinungsform
Durch die extensive Weidenutzung vergangener Jahrhunderte sind sie entstanden. Inzwischen wird Milchvieh vor allem in Ställen gehalten. Deshalb ist die Entwicklung von verbissenen Jungbuchen (Kuhbusch) gefährdet. Um das Landschaftsbild mit den zerklüfteten Stämmen der Weidbuchen zu erhalten, mühen sich nun Heimatverbände um ihre Existenz. Die Weidbuchen sind auf Weidfeldern an manchen Stellen Süddeutschlands 250 Jahre alt.

## Weidfelder
Im Südschwarzwald gibt es noch 10.000 Hektar Weidfelder. Durch die intensive landwirtschaftliche Nutzung werden sie aber zurückgedrängt.

„[Sie sind] komplexe Gefüge vielfältiger Lebensgemeinschaften. Sie sind in der Regel sehr struktur- und artenreich. Häufig sind verschiedene Pflanzengesellschaften auf engem Raum miteinander verzahnt. In die Weideflächen eingestreut finden sich immer wieder Feuchtbiotope, Felsen und Steinrasseln, Gehölze und Einzelbäume wie die stattlichen Weidbuchen.“

Schweizer Löwenzahn, Scheuchzers Glockenblume, Gold-Fingerkraut und Gelber Enzian kommen auf den Weidfeldern vor. Wegen des vorherrschenden Grases werden diese Pflanzengesellschaften Borstgrasrasen genannt. Auch Silberdistel, Flügelginster und Hundsveilchen kommen vor. Unter den Vögeln sind Zippammer, Kolkrabe, Wanderfalke, Wasserpieper, Zitronengirlitz und Ringdrossel vertreten. Der Warzenbeißer, eine Heuschreckenart, die man früher zum „Abzwicken“ von Warzen einsetzte ist in der Lebensgemeinschaft der Weidfelder ebenfalls vertreten.
Die vorherrschende Kuhrasse in der Weidfelder-Vegetation sind die Hinterwälder-Rinder. Zur Erhaltung der Rasse wurde 1987 der Förderverein Hinterwäldervieh e. V. gegründet.

„Extensiver Weidebetrieb wird von den meisten Landwirten im Nebenerwerb geleistet und setzt viel Engagement und Idealismus voraus.“

Landwirtschaftliche Betriebe sind immer mehr sinkenden Erzeugerpreisen ausgesetzt. Sie müssen sich vergrößern und kleinere Betriebe bleiben auf der Strecke. Die beste Art, die Weidfelder zu schützen ist die Aufrechterhaltung der Beweidung – am besten durch die hier heimischen Rinder. Deshalb setzen sich Heimatvereine für sie ein. Die Weidfelder im Südschwarzwald haben nicht nur für die Landwirtschaft eine Bedeutung, sondern auch für Naturschutz und Tourismus.

## Weidbuchen im Südschwarzwald
Mit Unterstützung durch den Naturpark Südschwarzwald wurden die Bäume im Wiesental und um die beiden Berge Schauinsland und Belchen (Schwarzwald) erfasst. Auch im Großtal des Freiburger Stadtteils Kappel gibt es Weidbuchen. Die Befürchtung, dass es nur noch wenige Exemplare dieser bizarren Schönheiten gäbe, hat sich nicht bestätigt. Dennoch will der Schwarzwaldverein die Zukunft der Bäume sichern helfen und kartiert den Bestand in ganz Südbaden.

„Man fand 1600 Stellen, an denen Weidbuchen wachsen: als „Kuhbusch“, als aufstrebender Jungbaum, als beeindruckender, mächtiger Baum oder als zusammenbrechender Greis.“

Weidbuchen (eine besondere Erscheinung der Rotbuche) haben als Erscheinungsform der extensiven Weidewirtschaft im Südschwarzwald nicht nur einen hohen touristischen Wert, sie bieten auch Lebensraum für teilweise seltene Moose, Flechten, Vögel und Insekten. Deshalb müssen sie fachgerecht gepflegt werden, wenn es sie in der Zukunft weiterhin geben soll.